# Stuefesteingletscher
Der Stuefesteingletscher ist ein Gletscher in den Berner Alpen im Schweizer Kanton Bern in der Gemeinde Lauterbrunnen. Er befindet sich nördlich unterhalb der Äbeni Flue.

## Geographie
Der Stuefesteingletscher beginnt auf einer Höhe von etwa 3200 m ü. M. am Fuss der Äbeni-Flue-Nordwand. Er fliesst gegen Norden bis auf eine Höhe von etwa 2600 m ü. M. Er wird begrenzt im Osten durch den Äbeni-Flue-Nordgrat und im Westen durch den Rotfluegrat als Abgrenzung zum Breitlouwenengletscher. Der östliche Teil des Stuefesteingletschers fliesst in den Rottalgletscher. Bis zur Jahrtausendwende war der westliche Teil des Stuefesteingletschers ebenfalls noch mit dem Rottalgletscher verbunden.
Das Schmelzwasser fliesst auf einer Höhe von 2600 m ü. M. über den Rottalbach in die Weisse Lütschine, danach in die Lütschine, die Aare und den Rhein in die Nordsee.